# Taifa de Melilla
La Taifa de Melilla fue un pequeño reino independiente musulmán que existió entre aproximadamente 1030 y 1079, en la actual ciudad de Melilla, situada en la costa norteafricana del mar de Alborán. Surgió tras la desintegración del Califato de Córdoba, en el contexto de la formación de las primeras taifas de al‑Ándalus. Aunque de corta duración e importancia menor en comparación con otras taifas, representó un enclave estratégico en las rutas comerciales entre el Magreb y la península ibérica.

## Historia

### Fundación
Melilla fue conquistada y anexionada al Califato de Córdoba en el año 927 por el emir y posterior califa ʿAbd al-Rahmān III, como parte de su expansión hacia el norte de África. La ciudad quedó integrada en la estructura administrativa y militar del Califato.
Durante la fitna o guerra civil que provocó la desintegración del califato a comienzos del siglo XI, un descendiente de los omeyas de Al-Hakam I, llamado ʿAbd al-ʿAzīz, se independizó en 1030, estableciendo así la Taifa de Melilla.

### Gobierno de Muhammad II al-Mustalī
Entre los años 1063 y 1067, la taifa fue gobernada por Muḥammad II ibn Idrīs al-Mustalī, quien anteriormente había sido rey de la Taifa de Málaga. Existen fuentes que indican que, tras ser expulsado de Málaga en 1057 por Bādīs ben Ḥabūs, emir de la Taifa de Granada, al-Mustalī se refugió primero en Almería, donde permaneció un tiempo hasta que en 1064 viajó a Melilla, siendo allí aceptado como señor por la élite local.
Se desconoce la fecha exacta de su muerte, aunque se presume que ocurrió poco después de 1067.

### Fin de la taifa
En el año 1079, la Taifa de Melilla fue ocupada y anexionada por el creciente poder del imperio almorávide, que avanzaba desde el Magreb hacia el norte, consolidando su dominio en el litoral norteafricano y posteriormente en al‑Ándalus.

## Organización política y social
La Taifa de Melilla se organizaba en torno a la ciudad fortificada. Su población estaba compuesta principalmente por musulmanes andalusíes, bereberes locales y, probablemente, comunidades judías y cristianas mozárabes. La ciudad contaba con una medina fortificada, ubicada sobre el actual Cerro del Cubo, y se protegía con murallas.

## Economía
Melilla tuvo una economía basada en el comercio marítimo y terrestre. Servía como puerto de intercambio entre al‑Ándalus y las ciudades del Magreb, y participaba en las redes comerciales transaharianas. Además, desarrollaba una economía agrícola de regadío en sus alrededores, junto con actividades artesanales locales.

## Legado
La Taifa de Melilla, aunque breve y poco documentada, representa un caso singular dentro del periodo de taifas, por ubicarse fuera del territorio peninsular de al‑Ándalus. Su historia evidencia la importancia de enclaves norteafricanos en la política andalusí y la movilidad de dinastías desplazadas entre ambas orillas del Mediterráneo.